# Tonkawa
Tonkawa é uma cidade localizada no estado norte-americano de Oklahoma, no Condado de Kay.

## Demografia
Segundo o censo norte-americano de 2000, a sua população era de 3299 habitantes.
Em 2006, foi estimada uma população de 3105, um decréscimo de 194 (-5.9%).

## Geografia
De acordo com o United States Census Bureau tem uma área de
14,6 km², dos quais 14,5 km² cobertos por terra e 0,1 km² cobertos por água. Tonkawa localiza-se a aproximadamente 300 m acima do nível do mar.

## Localidades na vizinhança
O diagrama seguinte representa as localidades num raio de 24 km ao redor de Tonkawa.